# Leme do Prado
Leme do Prado é um município brasileiro do estado de Minas Gerais. Sua população recenseada em 2022 era de 4 341 habitantes.

## Geografia
Localiza-se na mesorregião do Vale do Jequitinhonha.